# 9713 Oceax
A 9713 Oceax (ideiglenes jelöléssel 1973 SP1) egy kisbolygó a Naprendszerben. Cornelis Johannes van Houten, Ingrid van Houten-Groeneveld és Tom Gehrels fedezte fel 1973. szeptember 19-én.